# Mons Esam

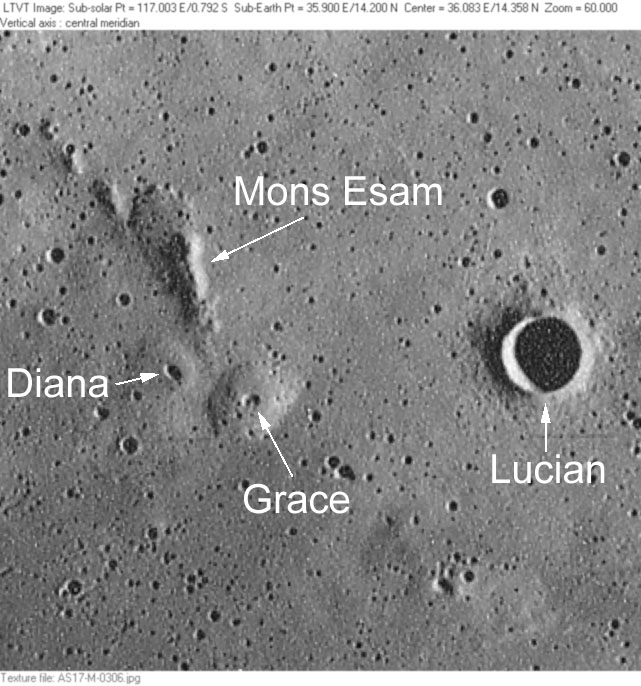
Le Mons Esam et le cratère Lucian.

Le Mons Esam est une colline lunaire d'un diamètre de 8 kilomètres située en 14,6, 35,7 à une trentaine de kilomètres à l'ouest du cratère Lucian (en).